# Lise Conix
Lise Conix (15 september 1987) is sinds 2023 de CEO van familiebedrijf Schoenen Torfs. Ze behoort tot de vierde generatie van de familie Torfs.

## Biografie
Lise Conix werd geboren in 1987 in Zimbabwe (Afrika), waar haar beide ouders werkten voor Artsen zonder Grenzen. Toen Conix drie jaar oud was, verhuisde het gezin terug naar België.
Conix behaalde een bachelor in Politieke Wetenschappen aan de KU Leuven en een master in General Management aan de Vlerick Business School.
Ze woont in centrum Antwerpen samen met haar partner Dieter, haar twee dochters en drie pluskinderen.

## Loopbaan bij Torfs
In 2013 begon Lise Conix haar carrière bij haar familiebedrijf Schoenen Torfs, waar ze eerst ervaring opdeed in verschillende Torfs-winkels. Ze groeide daarna door naar manager Duurzaamheid en voegde later de titel van Marketingdirecteur aan haar takenpakket toe.
Na 10 jaar dienst nam Conix in 2023 het roer over van haar nonkel Wouter Torfs als CEO. 
Ze is de eerste vrouwelijke CEO van Torfs. 